# 胡安·特里普
胡安·泰利·特里普（英語：Juan Terry Trippe，1899年6月27日—1981年4月3日），航空業先鋒和企業家。

## 生平
1921年特里普於耶魯大學畢業後，開始在華爾街工作，但他很快便對工作失去興趣。在繼承一筆遺產後，便轉往紐約航空（New York Airways）工作，該公司為一些權貴富豪提供空中接送服務。
特里普與一些耶魯大學的富有同學投資了一間名為殖民空運（Colonial Air Transport）的航空公司。又創立了美州航空公司（Aviation Company of the Americas），這家公司後來參與了泛美航空的業務發展。泛美航空首班航班於1927年10月28日由佛羅里達州基韋斯特啟航前往哈瓦那。其後，特里普購入了中國航空公司以提供中國國內的航空服務。30年代時，泛美航空成為首家橫越太平洋的航空公司。二戰期間，特里普的航空公司不斷擴展，是少數未有受戰爭嚴重影響的航空公司。
特里浦還曾贊助第一個不落地飛越大西洋的林白和太空火箭製造者高達德，使之無後顧之憂。
特里普更為航空業界帶來很多革新。他很快便認定了噴射機時代的降臨，訂購了一些波音707和麥道DC-8客機。泛美航空首班噴射機航班於1958年10月由波音707執行，由紐約前往巴黎。新的噴射客機令泛美航空能夠以較低的票價搭載更多乘客。
1965年，特里普要求當時掌管波音的比爾·阿倫（Bill Allen）研製一種較波音707更大的客機，而該新型客機就是後來聞名世界的波音747，而泛美航空就是波音747的首名客戶。特里普起初認為波音747最終會由當時研製中的超音速客機取代，並轉為貨機使用。但後來協和式客機和圖-144均未能達到要求。特里普於1968年離任泛美航空總裁一職。

## 荣誉
1985年，美國總統隆納·雷根追授特里普總統自由勳章。

## 外部連結
- Time 100: profile of Juan Trippe （页面存档备份，存于）
- Biography resource dedicated to Juan Trippe